# Acestrorhynchus minimus
Acestrorhynchus minimus es una especie de peces de la familia Acestrorhynchidae en el orden de los Characiformes.

## Morfología
Los machos pueden llegar alcanzar los 6,3 cm de longitud total.

## Hábitat
Es un pez de agua dulce y de clima tropical.

## Distribución geográfica
Se encuentran en América:  cuencas de los ríos  Amazonas y Orinoco.